# Nomenclàtor toponímic de la Catalunya del Nord
| Alta Cerdanya Capcir Conflent | Fenolledès Rosselló Aspres Vallespir |

El Nomenclàtor toponímic de la Catalunya del Nord és un document editat l'any 2007 per la Universitat de Perpinyà i l'Institut d'Estudis Catalans (IEC) que fixa normativament la toponímia de la Catalunya del Nord. També canvia l'adscripció comarcal tradicional d'alguns pobles cerdans, concretament els situats al voltant del coll de la Perxa, que passen a ser conflentins. Una altra novetat és l'elevació dels Aspres a la categoria de comarca, on prèviament havia rebut l'estatus de sub-comarca del Rosselló. El document ha comptat amb la contribució de l'Institut Francocatalà Transfronterer (IFCT) de la Universitat de Perpinyà a partir d'un acord amb l'IEC que data de 1999 és bilingüe, en català i francès.
El 2015 aquest nomenclàtor quedà obsolet en publicar-se el nou Atles toponímic de Catalunya Nord, en dos volums, confegit pel geògraf Joan Becat, membre de l'Institut d'Estudis Catalans, treball que ha estat validat per la Universitat de Perpinyà, el mateix Institut d'Estudis Catalans i l’Institut Géographique National i incorporat als mapes oficials de tota la Catalunya Nord. Joan Becat va comptar per a aquest treball amb nombrosos col·laboradors, inclosos els membres dels consistoris de tots els pobles capcirencs, cerdans, conflentins, rossellonesos i vallespirencs. Aquesta obra és actualment la referència en toponímia nord-catalana, substituint el nomenclàtor del 2007.
Cal destacar que en aquest Atles només es van tenir en compte els pobles de parla catalana; per tant, en queden exclosos els de la Fenolleda, llevat del cas concret de Caladroer, antic terme catalanoparlant de la comuna occitana de Bellestar (Fenolleda).